# (500456) 2012 TO206
(500456) 2012 TO206 es un asteroide perteneciente al cinturón de asteroides, descubierto el 20 de noviembre de 2007 por el equipo del Mount Lemmon Survey desde el Observatorio del Monte Lemmon, Arizona, Estados Unidos.

## Designación y nombre
Designado provisionalmente como 2012 TO206.

## Características orbitales
2012 TO206 está situado a una distancia media del Sol de 3,002 ua, pudiendo alejarse hasta 3,242 ua y acercarse hasta 2,762 ua. Su excentricidad es 0,080 y la inclinación orbital 9,196 grados. Emplea 1900,32 días en completar una órbita alrededor del Sol.

## Características físicas
La magnitud absoluta de 2012 TO206 es 16,4. 